# Robert Hoffman

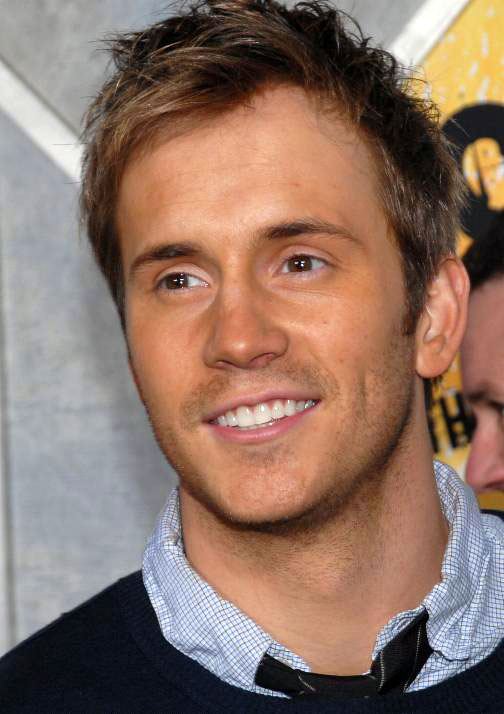
Robert Hoffman

Robert James Hoffman III (* 21. September 1985 in Gainesville, Florida) ist ein US-amerikanischer Tänzer, Schauspieler und Choreograf.

## Leben
Hoffman ist der Sohn von Charlotte und Robert Hoffman II. Als er sieben war, zog er mit seiner Familie nach Madison, Alabama. Er besuchte die Alabama School of Fine Arts, im Jahr 2003 bekam er seine erste Rolle in einer Folge der Fernsehserie American Dreamz – Alles nur Show. Er hatte Rollen als Tänzer in einigen Filmen wie From Justin to Kelly, Dirty Dancing 2, Coach Carter und Street Style, für welchen er den American Choreographer Award bekam. Er arbeitete bereits als Tänzer mit Christina Aguilera, Usher, Mýa, Marilyn Manson, Ricky Martin und Svetlana.
Hoffman erschien in den TV-Show-Fünflingen (engl.: TV show Quintuplets) und war ein Mitglied im Fox-Drama Vanished. Seine erste große Rolle spielte er im Jahr 2006 in She’s the Man – Voll mein Typ!, mit Amanda Bynes und Channing Tatum. Er war ein Mitglied bei MTV's Wild 'N Out und erschien als Gast bei America’s Next Top Model. Im Film Step Up to the Streets spielte er den Tänzer Chase Collins. Im Oktober 2009 erschien der Film „Die Noobs – Klein aber gemein“ in den Kinos, in dem er an der Seite von High School Musical-Star Ashley Tisdale spielt.

## Trivia
Hoffman trägt den schwarzen Gürtel im Tae-Kwon-Do.

## Filmografie
- 2003: American Dreamz – Alles nur Show
- 2003: Justin & Kelly: Beachparty der Liebe
- 2004: Street Style (You Got Served)
- 2004: Dirty Dancing 2
- 2004: Quintuplets
- 2005: I? (2005)
- 2006: Shrooms – Im Rausch des Todes
- 2006: She’s the Man – Voll mein Typ!
- 2006: Vanished
- 2006: CSI: Miami (Fernsehserie)
- 2006: Campus Ladies
- 2007: Dash 4 Cash (TV)
- 2007: Revenge (TV)
- 2007: Short Circuitz
- 2007: Timmy, the Bag Boy
- 2008: Step Up to the Streets
- 2008: Kids in America
- 2009: Die Noobs – Klein aber gemein (Aliens in the Attic)
- 2009: Grey’s Anatomy (Fernsehserie)
- 2011: Take Me Home Tonight
- 2011: 90210 (Fernsehserie)
- 2011: Drop Dead Diva (Fernsehserie)
- 2014: The Night Shift (Fernsehserie)
- 2014: Lap Dance

### Auszeichnungen
- 2008: MTV Movie Award für Best Kiss mit Briana Evigan – Step Up to the Streets

## Musikvideos
Robert und seine Step-Up-to-the-Streets-Kollegin Briana Evigan spielten bei Videos einiger Lieder aus dem Step Up to the Streets-Soundtrack mit. Unter anderen:
- Push – Enrique Iglesias
- Church – T-Pain
- Is it you – Cassie

Außerdem spielt er noch in folgenden Videos mit:
- Tainted Love – Marilyn Manson
- Still have my heart – Caitlin Crosby